# Volker Prechtel
Volker Prechtel, né le 9 août 1941 à Hopfen am See, près de Füssen en Bavière, et mort le 7 août 1997  à Gröbenzell en Bavière, est un acteur allemand.

## Biographie
Volker Prechtel est apparu dans 52 films et émissions de télévision entre 1974 et 1997.

## Filmographie partielle

### Cinéma
- 1974 : L'Énigme de Kaspar Hauser de Werner Herzog
- 1976 : La Marquise d'O… d'Éric Rohmer
- 1976 : Cœur de verre (Herz aus Glas) de Werner Herzog
- 1979 : Woyzeck de Werner Herzog
- 1981 : Ach du lieber Harry de Jean Girault
- 1986 : Le Nom de la rose de Jean-Jacques Annaud
- 1991 : Cerro Torre, le cri de la roche de Werner Herzog

### Télévision
- 1975 : Derrick : saison 2, épisode 9 Ein Koffer aus Salzburg